# Parafia Zwiastowania w Kownie
Parafia Zwiastowania – prawosławna parafia w Kownie, w dekanacie kowieńskim eparchii wileńskiej i litewskiej.
Parafia została erygowana w 1935 równocześnie z wzniesieniem nowego soboru w Kownie, który z inicjatywy metropolity wileńskiego i litewskiego Eleuteriusza stał się katedrą eparchii wileńskiej i litewskiej w miejsce sąsiedniej cerkwi Zmartwychwstania Pańskiego. Świątynia ta stała się cerkwią filialną parafii przy soborze.
W 1945 parafia liczyła 580 osób. Dwanaście lat później jako wyznawcy prawosławia deklarowało się 2385 mieszkańców Kowna. Od połowy lat 70. XX w. parafii podlega cerkiew w Kroniach.

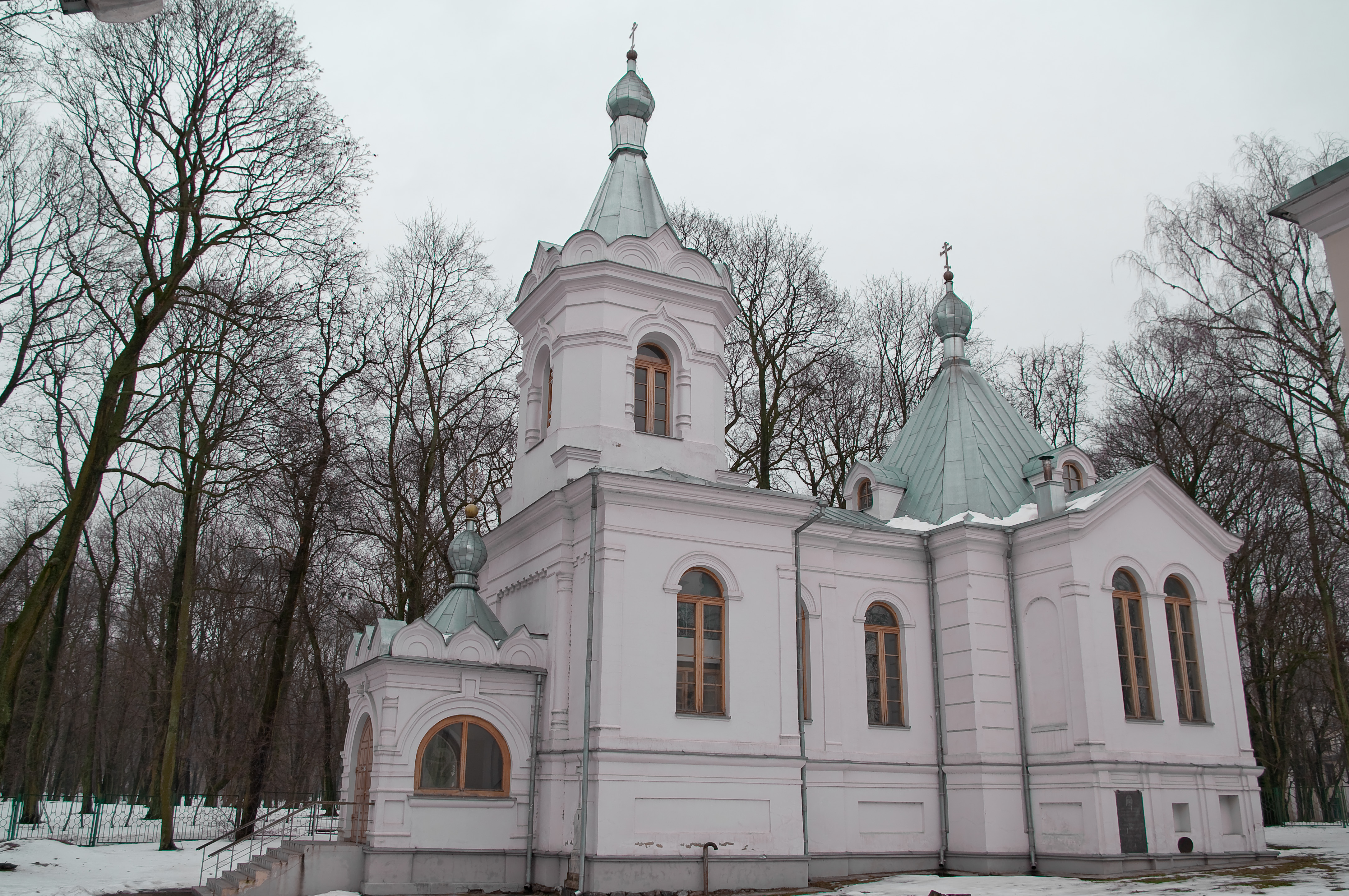
Cerkiew Zmartwychwstania Pańskiego w Kownie
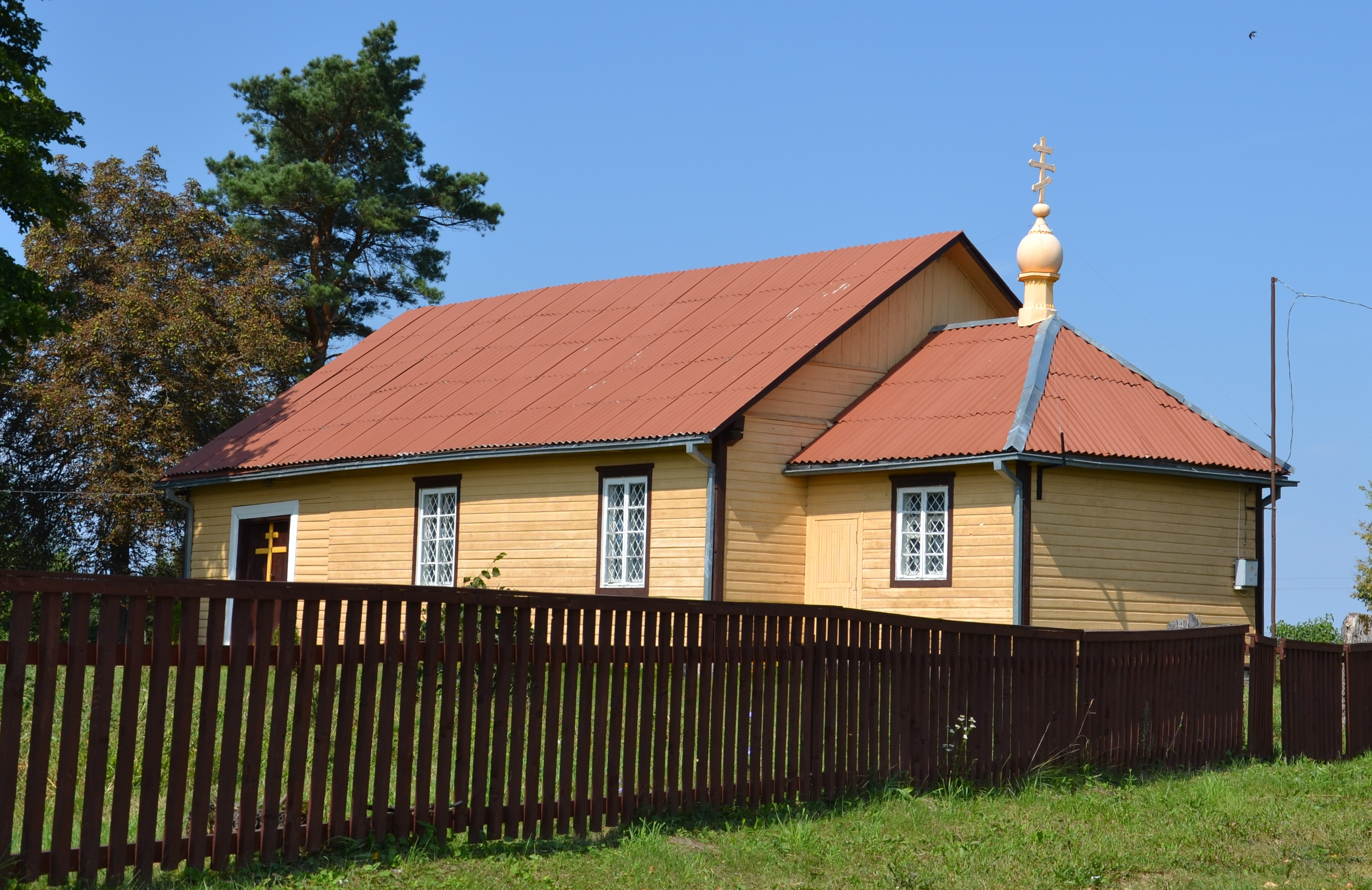
Cerkiew Opieki Matki Bożej w Kroniach